# Igreja Católica na Indonésia
A Igreja Católica na Indonésia (em indonésio:  Gereja Katolik di Indonesia) é parte da Igreja Católica universal, em comunhão com a liderança espiritual do Papa, em Roma, e da Santa Sé. O catolicismo é uma das seis religiões reconhecidas pelo governo indonésio, sendo as outras: islamismo, protestantismo, hinduísmo, budismo e confucionismo.

## História
A primeira presença católica de que há registro na Indonésia foi em Pancur, ao noroeste de Sumatra, no século VII. No século IX, novamente registrou-se a presença católica, desta vez em Java. Em 1323, registrou-se a pregação de Oderico de Pordenone em Java, Bornéu e Sumatra. A chegada dos portugueses em busca das ilhas das especiarias no século XVI representou o renascimento da Igreja no país. Os exploradores chegaram às ilhas Molucas em 1534, com o objetivo de converter os nativos ao catolicismo e obter valiosas especiarias endêmicas da região. O santo espanhol São Francisco Xavier, co-fundador da Ordem dos Jesuítas, trabalhou nas ilhas de 1546 a 1547, batizando vários milhares de habitantes das ilhas de Amboina, Ternate e Morotai (ou Moro), lançando as bases para uma missão permanente lá. Após sua saída de Molucas, outros continuaram seu trabalho e, na década de 1560, havia 10.000 católicos na área, principalmente em Ambon; na década de 1590 havia 50.000 a 60.000. Os sacerdotes dominicanos portugueses também tiveram sucesso nas atividades missionárias em Solor, onde na década de 1590 a população católica portuguesa e local teria 25 mil.
Em 1596, com a chegada dos holandeses calvinistas, que tomaram posse do arquipélago, o catolicismo foi proibido até 1807, ano em que houve o retorno dos missionários e a criação da primeira Prefeitura Apostólica em Batavia (Jacarta). Em 1863, as missões de Flores foram confiadas aos jesuítas. Em 1902 foram estabelecidas novas prefeituras apostólicas. Em seguida, as regiões orientais foram confiadas aos Missionários do Sagrado Coração; Bornéu e Sumatra  ficaram a cargo dos Capuchinhos; Sonda Oriental e Flores aos Missionários Verbitas. Em 1926 houve a consagração do primeiro sacerdote indígena e em 1940 a do primeiro bispo. Em 1955 surgiu a primeira universidade católica em Bandung. Em 1967 foi criado o primeiro cardeal indonésio. Em 1970, o Episcopado indonésio emanou as primeiras diretivas para orientar o comportamento dos fiéis na sociedade.
No dia 24 de dezembro de 2000 foram registrados os maiores atentados contra igrejas na Indonésia, que deixou 15 mortos e quase 100 feridos.
Em 2011 a Igreja Católica da Indonésia celebrou os 50 anos do estabelecimento da hierarquia local, e, por isso, a própria instituição falava em  suas "bodas de ouro". A Igreja Indonésia, como instituição jurídica própria, foi oficialmente estabelecida pelo Papa João XXIII em 3 de janeiro de 1961, nove meses após uma carta-petição dirigida à Santa Sé pelo Conselho dos Bispos.

## Atualmente
Apesar de ter seu reconhecimento governamental, o catolicismo indonésio sofre constantemente com o fundamentalismo islâmico no país. Em 6 de março de 2007, após um terremoto que matou 73 pessoas, feriu mais de 420, e destruiu mais de mil edifícios na área, a comunidade católica de Padang mobilizou-se para prover a assistência das vítimas, enviando ajuda humanitária de emergência, como alimentos, cobertores, tendas e água potável, aos desabrigados, sobretudo muçulmanos. Entre as construções danificadas, houve estruturas católicas, como alguns hospitais, escolas e paróquias. Alguns cidadãos que tiveram suas casas danificadas encontraram refúgio em locais das comunidades católicas.
Em 2013 a construção de uma nova igreja teve de ser adiada devido a protestos do grupo extremista Frente dos Defensores Islâmicos (FDI). Nesse caso, cerca de 200 militantes tentaram impedir o começo da obra. Segundo a igreja, a paróquia Santa Bernadete afirmavam ter uma permissão válida para a construção de uma igreja, com capacidade para 11 mil fiéis. O FDI afirmou que "a Igreja é uma ameaça para o Islã, e se a construção da igreja continua, os cristãos converterão os muçulmanos nas próximas décadas". Líderes cristãos e muçulmanos expressaram sua consternação depois dos protestos.
Em 29 de agosto de 2016 a igreja de São José sofreu uma tentativa de ataque à boma em Medan, no norte da ilha de Sumatra. Como a bomba não explodiu, o agressor foi atrás do sacerdote com uma arma, enquanto este fazia a homilia. Os paroquianos conseguiram detê-lo até a chegada da polícia. A igreja foi evacuada e realizada uma detonação controlada sobre outros pertences do terrorista. O sacerdote somente sofreu alguns cortes no seu braço.
Em 13 de maio de 2018, três igrejas, sendo duas protestantes e a paróquia católica de Santa Maria Imaculada, em Surabaia. Os três ataques foram operados por membros de uma mesma família de seis pessoas, incluindo duas meninas pequenas, resultando em 13 mortos e 40 feridos. Segundo a polícia, a família do ataque – mãe, pai, dois filhos de 16 e 18 anos e duas garotas de 9 e 12 – estava ligada ao movimento Yamaah Ansharut Daulah, um grupo pró-Estado Islâmico atuante na Indonésia. "O marido dirigiu o carro, que continha explosivos, e bateu no portão em frente à primeira igreja. A esposa e as duas filhas participaram do ataque à segunda igreja. Na terceira ofensiva, duas outras crianças andavam de moto, com bombas no colo". A primeira atingida foi a igreja católica, onde havia sido celebrada uma missa e se preparava para a próxima. Ela foi alvo dos filhos de 18 e 16 anos que cometeram o ataque em uma moto. O Papa Francisco manifestou seu pesar pelos atentados, clamando que todos "invoquemos o Deus da paz para que faça cessar essas violentas ações, e no coração de todos encontrem espaço não sentimentos de ódio e violência, mas de reconciliação e de fraternidade".
Em 8 de agosto de 2018, a Igreja novamente se mobilizou a fim de auxiliar a população atingida por um terremoto de magnitude 7, em Lombok, que provocou 17 mortos, mais de 300 feridos e mais de 70 mil pessoas desalojadas. A Caritas distribuiu kits com produtos de higiene e a desenvolveu os primeiros projetos para a reconstrução. O Papa Francisco manifestou seu pesar pela tragédia.

## Organização territorial
A igreja está organizada em dez arquidioceses, 28 dioceses e um ordinariato militar. Todas as dioceses são membros da Conferência dos Bispos da Indonésia, e é liderada pelo arcebispo Dom Ignatius Suharyo Hardjoatmodjo. Segue a lista das dioceses:
- Arquidiocese de Ende: Diocese de Denpasar, Diocese de Labuan Bajo, Diocese de Larantuka, Diocese de Maumere, Diocese de Ruteng
- Arquidiocese de Jacarta: Diocese de Bandung, Diocese de Bogor
- Arquidiocese de Kupang: Diocese de Atambua, Diocese de Weetebula
- Arquidiocese de Makassar: Diocese de Amboina, Diocese de Manado
- Arquidiocese de Medan: Diocese de Padang, Diocese de Sibolga
- Arquidiocese de Merauke: Diocese de Agats, Diocese de Jayapura, Diocese de Manokwari-Sorong, Diocese de Timika
- Arquidiocese de Palembang: Diocese de Pangkal-Pinang, Diocese de Tanjungkarang
- Arquidiocese de Pontianak: Diocese de Ketapang, Diocese de Sanggau, Diocese de Sintang
- Arquidiocese de Samarinda: Diocese de Banjarmasin, Diocese de Palangkaraya, Diocese de Tanjung Selor
- Arquidiocese de Semarang: Diocese de Malang, Diocese de Purwokerto, Diocese de Surabaya
- Ordinariato Militar da Indonésia

## Estatísticas e estrutura
Segundo dados oficiais, os católicos representavam 2,9% da população em 2010. O número de católicos é, portanto, de quase 7,5 milhões. A Indonésia é essencialmente um país muçulmano, mas o catolicismo é a fé dominante em certas áreas do país. Existem vários institutos religiosos católicos ativos, incluindo os jesuítas, os Missionários do Sagrado Coração e os verbitas.  Atualmente, a província de Sonda Oriental é a única no país onde o catolicismo é a maioria, aderida por cerca de 55% da população. Além de Sonda Oriental, há também significativa população católica em Sumatra Setentrional, Kalimantan Ocidental, Celebes Meridional, Molucas e Java Central, especialmente em Muntilan e arredores.

## Conferência Episcopal
A Conferência dos Bispos da Indonésia foi criada em 1958.

## Nunciatura Apostólica
A Nunciatura Apostólica para a Indonésia foi criada em 1947.